# Avedøre sogn
Avedøre sogn (danska: Avedøre Sogn) är en församling i  Rødovre-Hvidovre kontrakt (provsti) i Helsingörs stift i Danmark. Församlingen ligger i Hvidovre kommun i Region Hovedstaden. Den hörde före kommunreformen 1970 till Smørums härad i Köpenhamns amt.
Den 1 januari 2012 hade församlingen 15 167 invånare, varav 9 624 (63,45 procent) var medlemmar i Danska folkkyrkan.

## Kyrkobyggnader
- Avedøre kyrka